# Aulnay (Charente-Maritime)
Aulnay (auch: Aulnay-de-Saintonge) ist eine französische Gemeinde. Die Gemeinde gehört zum Arrondissement Saint-Jean-d’Angély und hat 1.359 Einwohner (Stand: 1. Januar 2022).

## Geografie
Aulnay liegt circa 84 km südwestlich von Poitiers im Département Charente-Maritime in der Region Nouvelle-Aquitaine und 40 km nordöstlich von Saintes. Das Gemeindegebiet wird vom Flüsschen Brédoire und seinem Zufluss Palud durchquert, im Süden verläuft die Saudrenne.

## Geschichte
Der Ort wurde zu gallo-römischer Zeit als Aunedonnacum gegründet. Der Vicus lag an der Straße von Medilanum, dem heutigen Saintes, nach Limonum, dem heutigen Poitiers. Der Ort ist durch die Tabula Peutingeriana und das Itinerarium Antonini überliefert.
Aulnay wurde 1793 eine selbständige Gemeinde. 
Im Jahr 1972 wurde die zuvor selbständige Gemeinde Salles-lès-Aulnay zu Aulnay eingemeindet.

## Bevölkerungsentwicklung
| Jahr                       | 1962 | 1968 | 1975 | 1982 | 1990 | 1999 | 2007 | 2016 | 2019 |
| Einwohner                  | 1471 | 1382 | 1509 | 1503 | 1462 | 1507 | 1462 | 1394 | 1333 |
| Quellen: Cassini und INSEE |      |      |      |      |      |      |      |      |      |

## Baudenkmäler
Siehe auch: Liste der Monuments historiques in Aulnay (Charente-Maritime)
- Die ehemalige Pilgerkirche Saint-Pierre stellt in der Entwicklung der Kunst des Poitou einen besonderen Höhepunkt dar und gehört zu den wichtigsten Bauwerken der Romanik in Frankreich. Sie ist seit 1998 ein Teil des UNESCO-Weltkulturerbes „Jakobsweg in Frankreich“ und seit 1840 als Monument historique klassifiziert.
- Friedhofskreuz auf dem Friedhof bei der Kirche Saint-Pierre, seit 1929 als Monument historique eingeschrieben
- Kirche Notre-Dame von Salles-lès-Aulnay aus dem 12. und 15. Jahrhundert, seit 1913 als Monument historique klassifiziert
- Taubenturm der ehemaligen Burg
- Donjon der ehemaligen Burg aus dem 13. Jahrhundert, seit 1925 als Monument historique eingeschrieben

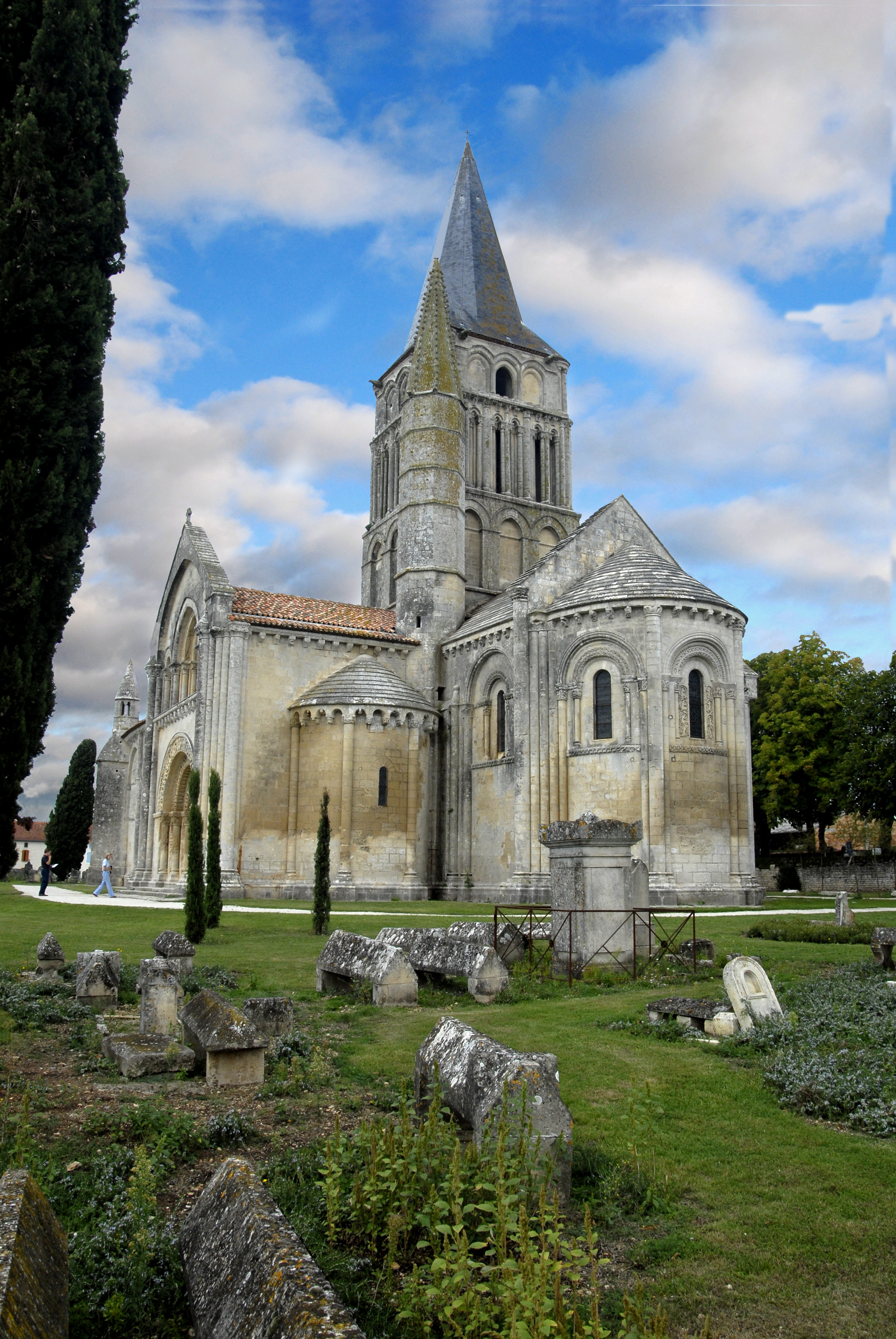
Kirche Saint-Pierre
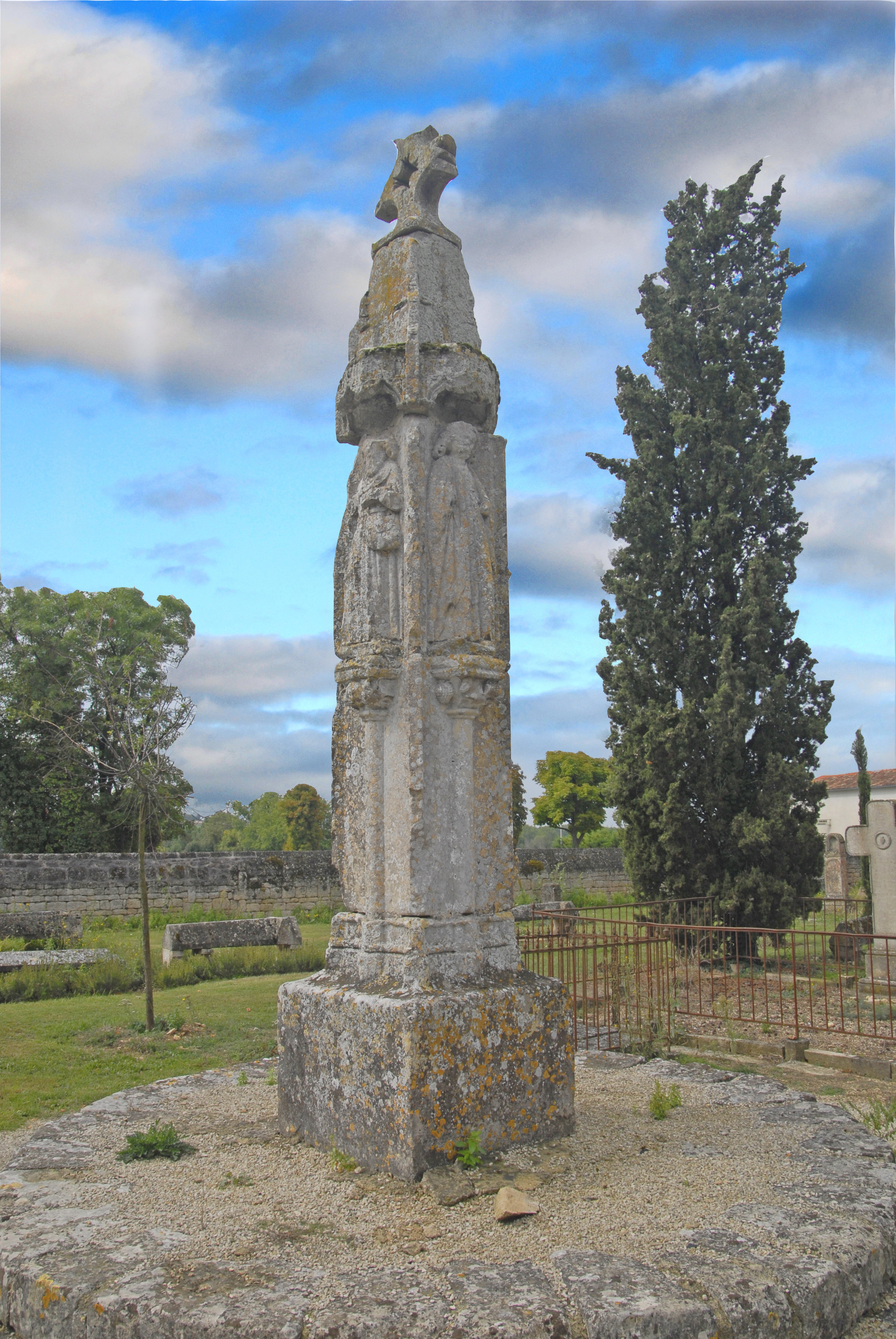
Friedhofskreuz
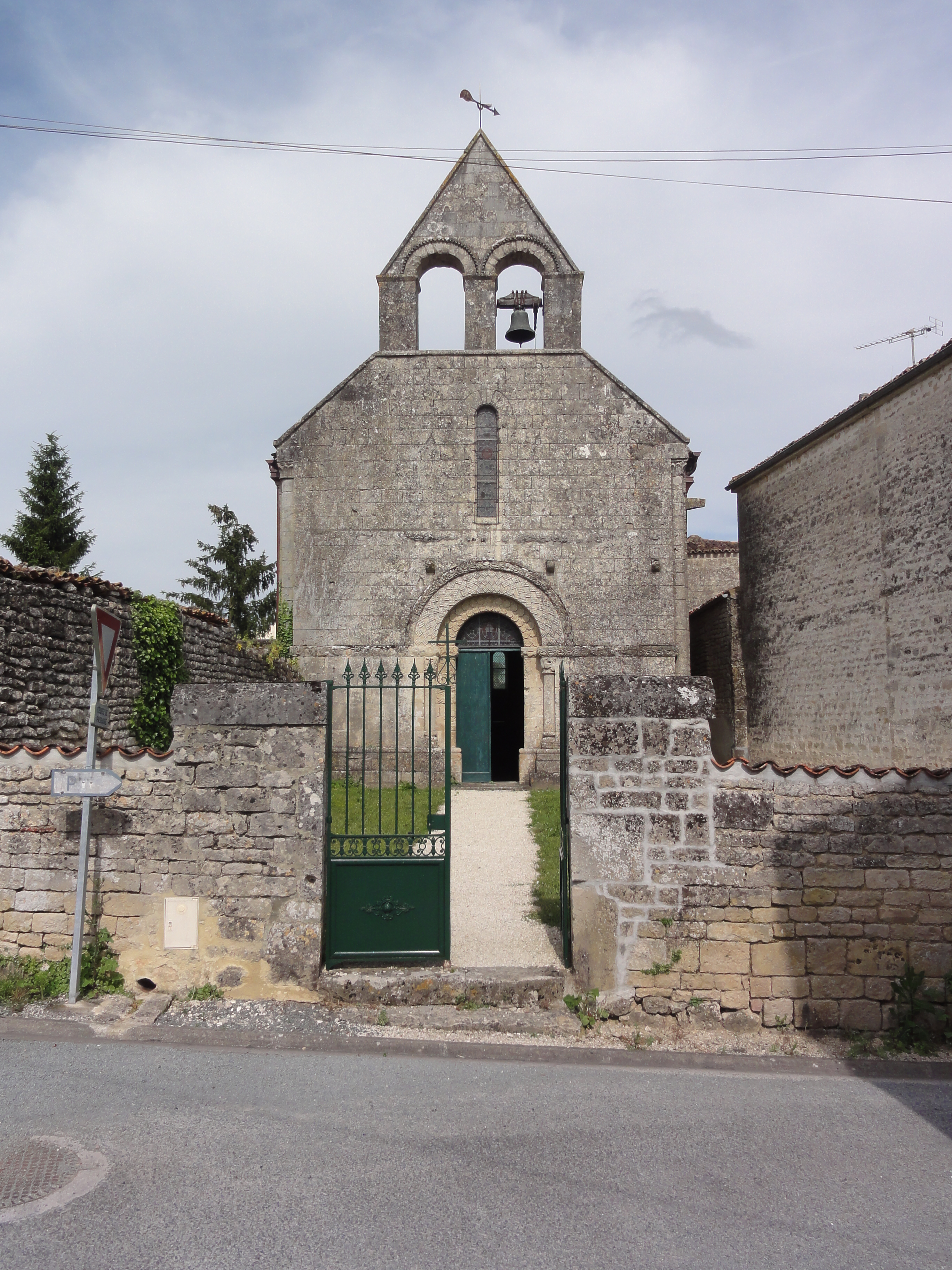
Kirche Notre-Dame
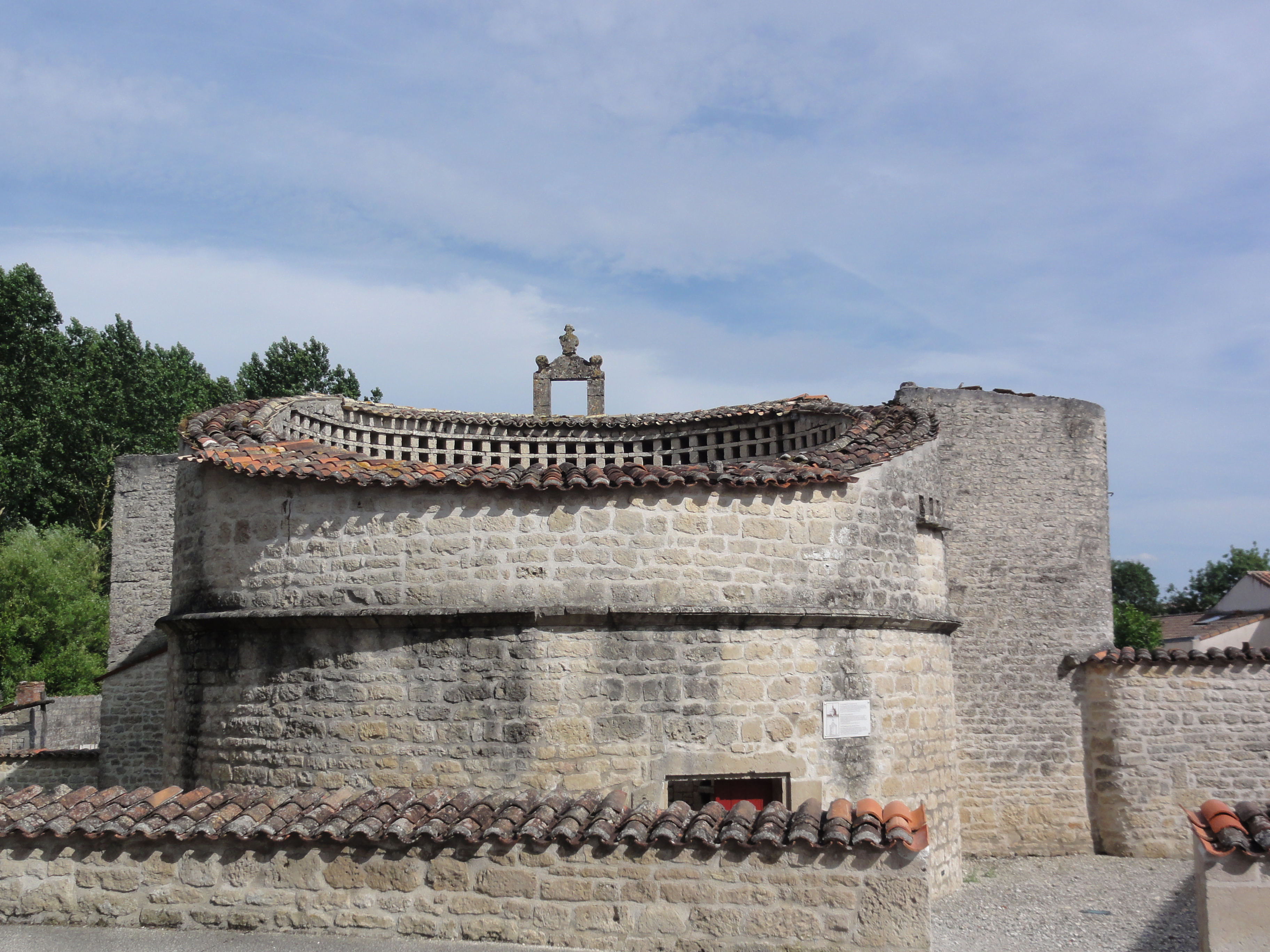
Taubenturm
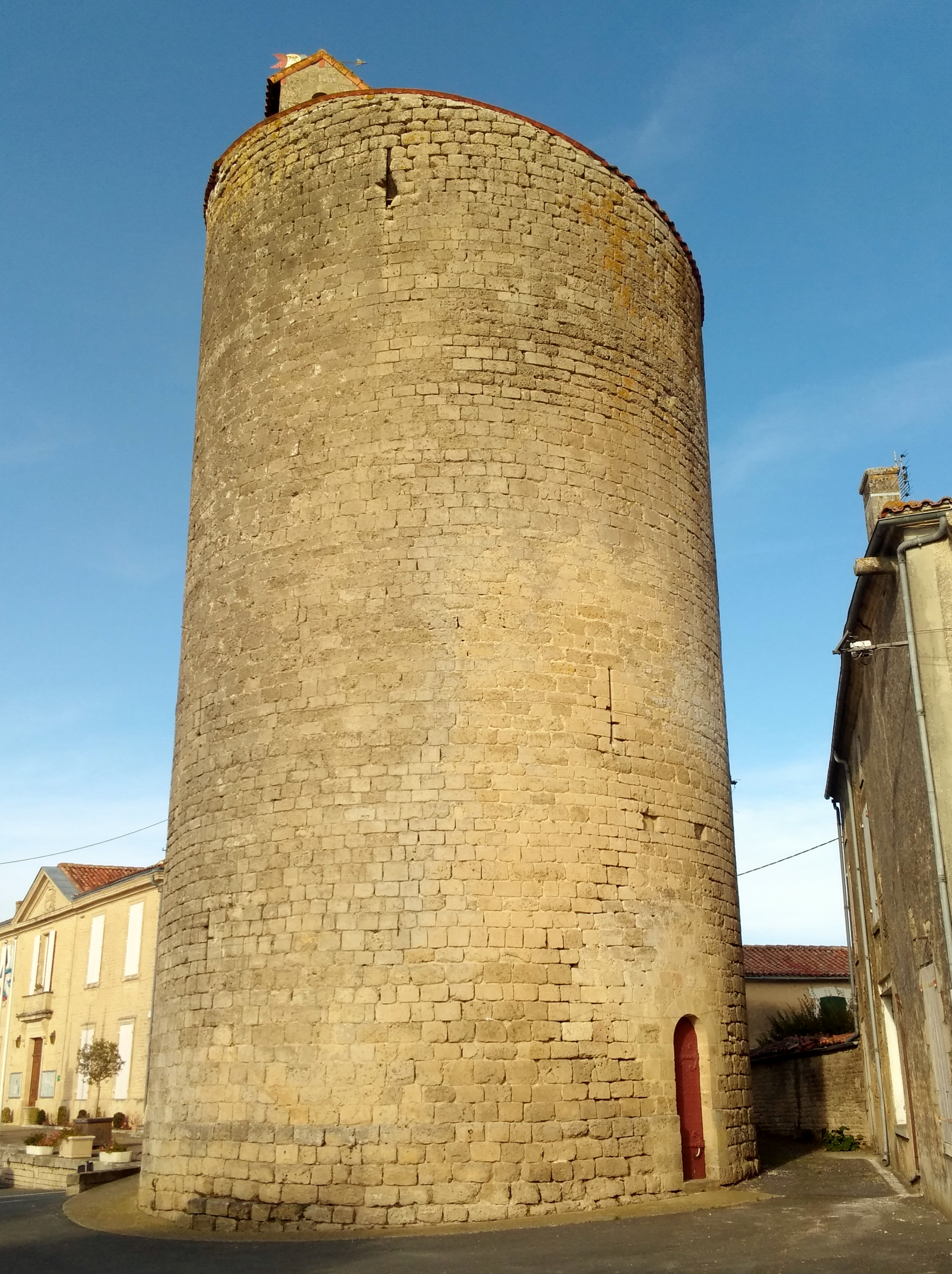
Donjon der ehemaligen Burg

## Persönlichkeiten
- Emmanuel Gallard-Lépinay (1842–1885), Marinemaler